# Чернишов Борис Іванович
Бори́с Іва́нович Чернишо́в (3 червня 1907, Харків — 17 січня 1992, Харків) — український художник театру.

## Біографія
Мистецьку освіту здобув у Харківському художньому інституті (у 1926—1929 роках). Навчався у Олександра Хвостенка-Хвостова, Миколи Бурачека, Анатолія Петрицького.
Працював художником-постановником у театрах Харкова, Донецька (від 1929 року), головним художником Харківського російського драматичного театру імені Олександра Пушкіна (від 1947 року).
У 1930—1960-х роках оформлював вистави в харківських театрах: в театрі робітничої молоді, Російському драматичному театрі імені Олександра Пушкіна, Театрі музичної комедії (1964) та в Київському театрі імені Івана Франка («Лимерівна» Панаса Мирного, 1967).
Учасник республіканських і міжнародних виставок від 1934 року.
Член Харківської організації Спілки художників України від 1962 року.